# BGL Luxembourg Open 2014
Il BGL Luxembourg Open 2014 è stato un torneo di tennis giocato sul cemento indoor. È stata la 24ª edizione del BGL Luxembourg Open, che fa parte della categoria WTA International nell'ambito del WTA Tour 2014. Si è giocato a Lussemburgo, in Lussemburgo dal 13 al 19 ottobre 2014.

## Partecipanti WTA

### Teste di serie
| Nazionalità | Giocatore                  | Ranking* | Testa di serie |
| ----------- | -------------------------- | -------- | -------------- |
| Germania    | Andrea Petković            | 16       | 1              |
| Francia     | Alizé Cornet               | 21       | 2              |
| Germania    | Sabine Lisicki             | 25       | 3              |
| Rep. Ceca   | Barbora Záhlavová-Strýcová | 28       | 4              |
| Stati Uniti | Varvara Lepchenko          | 39       | 5              |
| Italia      | Roberta Vinci              | 41       | 6              |
| Belgio      | Kirsten Flipkens           | 43       | 7              |
| Romania     | Monica Niculescu           | 45       | 8              |

* Ranking al 6 ottobre 2014.

### Altre partecipanti
Giocatrici che hanno ricevuto una Wildcard per il tabellone principale:
- Julia Görges
- Antonia Lottner
- Mandy Minella

Giocatrici passate dalle qualificazioni:

- Denisa Allertová
- Lucie Hradecká
- Ons Jabeur
- Johanna Larsson

## Campionesse

### Singolare
Annika Beck ha sconfitto in finale  Barbora Záhlavová-Strýcová per 6-2, 6-1.
- È il primo titolo in carriera per la Beck.

### Doppio
Timea Bacsinszky /  Kristina Barrois hanno sconfitto in finale  Lucie Hradecká /  Barbora Krejčíková per 3-6, 6-4, [10-4].